# Комарево (Варненская область)
Комарево (болг. Комарево) — село в Болгарии. Находится в Варненской области, входит в общину Провадия. Население составляет 441 человек.

## Политическая ситуация
В местном кметстве Комарево, в состав которого входит Комарево, должность кмета (старосты) исполняет Николинка Калчева Василева (Болгарская социалистическая партия (БСП)) по результатам выборов правления кметства.
Кмет (мэр) общины Провадия — Георги Стоянов Янев (ДНГ) по результатам выборов в правление общины.